# 에드워드 슝크
헨리 에드워드 슝크(영어: Henry Edward Schunck, 1820년 8월 16일 ~ 1903년 1월 13일)는 영국의 유기화학자이다.
맨체스터에서 독일계 상인의 아들로 태어났으며 베를린 훔볼트 대학교를 졸업했다. 아버지의 염색 공장에서 일하면서부터 염색 물질에 대한 연구를 시작했다. 솔라노루빈을 리코핀으로 개명하고 알리자린의 화학적 성질을 처음으로 규명하여 클로로필의 화학적 성질을 규명하는 등 18편 이상의 유기화학 논문을 제출해 많은 성과를 남겼다. 영국에서는 그의 성과를 기념하기 위해 슝크 빌딩이 존재한다.

## 에드워드 슝크가 최초 제조한 물질 목록
- 인디칸
- 피로프로피린